# سنگین‌پایان
سنگین‌پایان (نام علمی: Embrithopoda) نام یک فروراسته از فراراسته آفریقاددان است.